# NE Nationalencyklopedin AB
NE Nationalencyklopedin AB är ett svenskt kunskapsföretag som tillhandahåller digitala kunskapstjänster. Företaget är mest känt för uppslagsverket Nationalencyklopedin som sedan 2000 finns tillgängligt på Internet, samt andra digitala tjänster riktade mot skolor, bibliotek, företag, myndigheter och privatpersoner.

## Historik
1 september 2000 inleddes bolagets första verksamhetsår. Av årsredovisningen för perioden framgår att man bland annat övertog verksamheten för uppslagsverket Nationalencyklopedin från bolaget Bra Böcker AB som likviderades samma år.